# Kilkis (1905)
Kilkis (Θ/Κ Κιλκίς) był greckim pancernikiem typu Mississippi noszącym nazwę pochodzącą od kluczowej bitwy która odbyła się w czasie drugiej wojny bałkańskiej.
Stępkę okrętu położono w 1903. Służył on w United States Navy w latach 1908-1914 pod nazwą USS "Mississippi" (BB-23). Później oba okręty typu Missisipi zostały sprzedane przez USA Grecji. Za pieniądze uzyskane ze sprzedaży dwóch okrętów Stany Zjednoczone sfinansowały budowę nowego drednota USS "Idaho". 
Pancernik przejęty w Newport News pod koniec lipca 1914 został zajęty wraz z resztą floty greckiej w 1916 przez Francję (Grecja była neutralna w czasie I wojny światowej). Gdy grecki premier został ponownie ustanowiony głową całego państwa w czerwcu 1917 Grecja weszła do walk po stronie Ententy. Francja zwróciła wtedy dwa pancerniki Królewskiej Marynarce Grecji. Oba okręty wzięły udział w alianckiej ekspedycji na Krym w ramach wspierania Białych Rosjan w rosyjskiej wojnie domowej. Wspierały one także kampanię w Azji Mniejszej. "Kilkis" był w aktywnej służbie do 1932. W 1935, po okresie przebywania w rezerwie, pancernik został okrętem szkolnym. Został zatopiony w kanale Salamis przez bombowce Stuka 23 kwietnia 1941, podczas niemieckiej inwazji na Grecję. Wrak okrętu został podniesiony z dna i złomowany w latach 50. XX wieku.
| Grubość opancerzenia pancernika "Kilkis" |        |
| Pas pancerny                             | 228 mm |
| Wieża dowodzenia                         | 228 mm |
| Wieże                                    | 305 mm |
| Pokład                                   | 76 mm  |